# Electronic Frontier Foundation
A Electronic Frontier Foundation (EFF), em português, Fundação Fronteira Eletrônica, é uma organização sem fins lucrativos sediada em San Francisco, Califórnia, cujo objetivo declarado é proteger os direitos de liberdade de expressão, tais como definidos pela Primeira emenda da constituição dos Estados Unidos da América, no contexto da era digital. Para tanto, propõe-se a atuar na defesa de liberdades civis bem como instruir a imprensa, os legisladores e o público sobre esses direitos e suas relações com as novas tecnologias. A organização se mantém à base de doações. Além do pessoal alocado na sede, conta com representantes em Toronto, Ontario e Washington D.C.
A EFF tem atuado de várias maneiras:
- Proporcionando ou financiando defesa legal nos tribunais;
- Defendendo indivíduos e novas tecnologias do efeito inibitório provocado por ameaças legais que considere infundadas ou mal dirigidas;
- Proporcionando assessoramento ao governo e aos tribunais;
- Organizando ações políticas e manifestos em massa por via postal;
- Apoiando algumas tecnologias novas que, segundo a sua visão, ajudam a preservar as liberdades individuais;
- Mantendo uma base de dados e páginas web sobre notícias e informações relacionadas com  seus objetivos e atividades;
- Monitorizando e questionando projetos de lei que, segundo seu critério, violariam as liberdades individuais e o fair use;
- Atuando contra o que considera abusos de patentes.

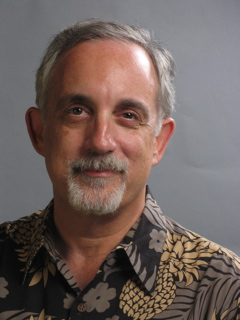
Mitch Kapor, fundador da EFF.

## História

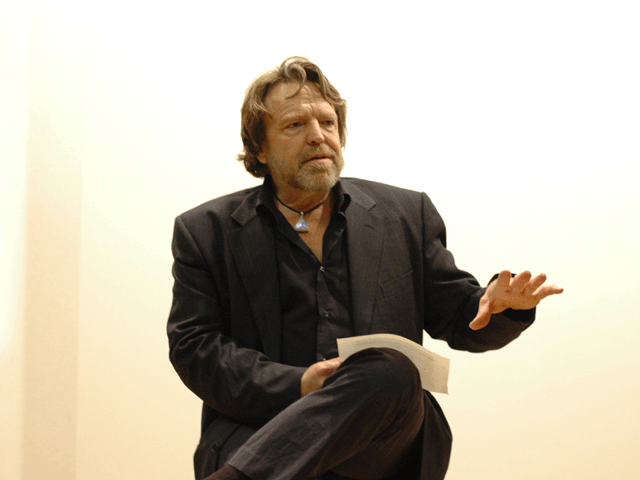
John Perry Barlow no 10° Aniversário da sua "Declaração de Independência do Ciberespaço".

A Electronic Frontier Foundation foi fundada em julho de 1990 por Mitch Kapor, John Gilmore e John Perry Barlow. Os fundadores se conheceram através de uma comunidade virtual.

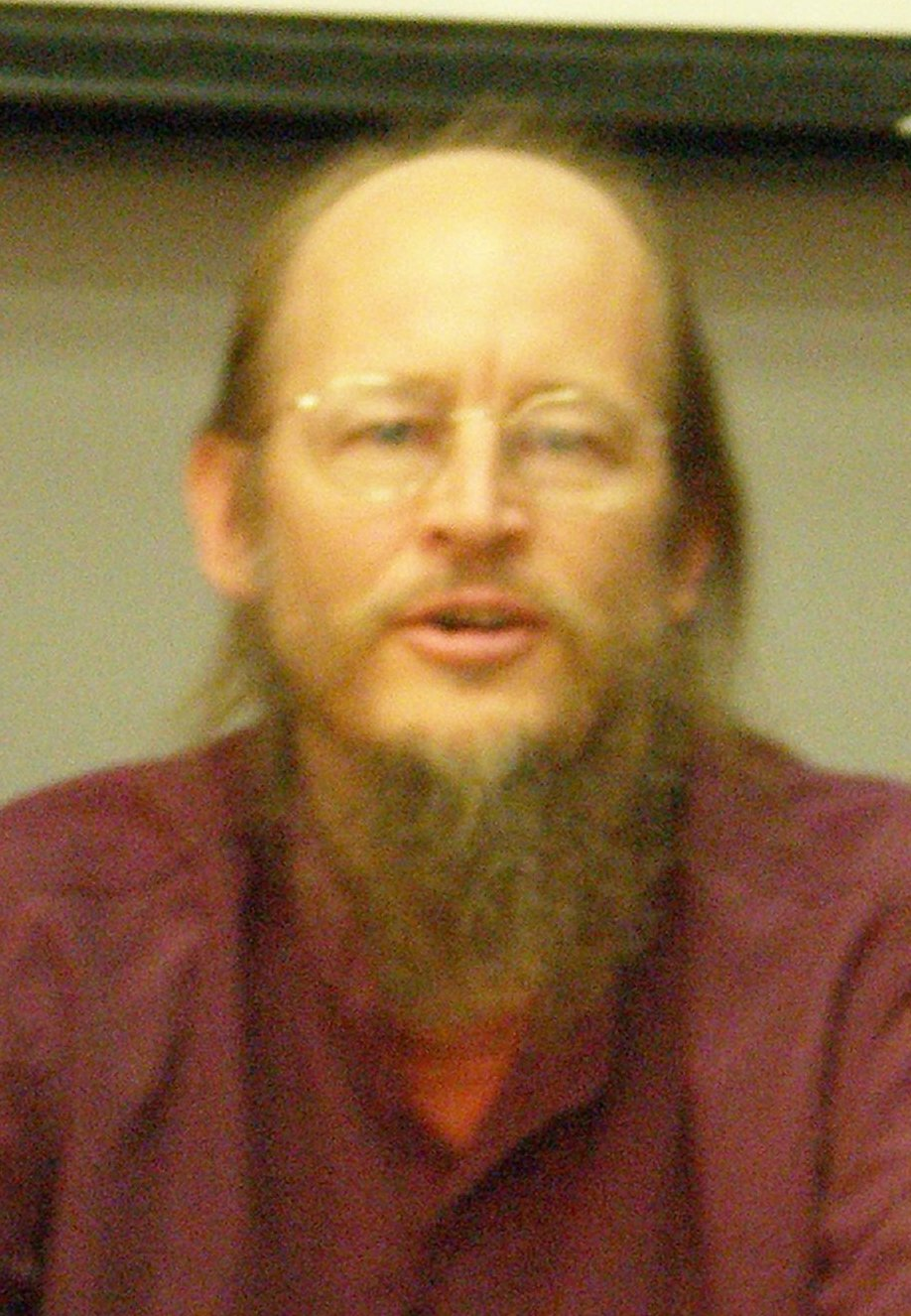
John Gilmore, 2006.

A criação da EFF foi motivada pela inspeção e invasão sofridas pela empresa Steve Jackson Games, por parte do serviço secreto dos Estados Unidos no início de 1990. Na mesma época ocorreram outras batidas policiais semelhantes por todo o território dos Estados Unidos, como parte de uma iniciativa estadual e federal denominada Operação Sundevil. O caso da Steve Jackson Games, o primeiro da EFF que chamou a atenção, marcou o início de sua atuação na defesa das liberdades civis na era digital.

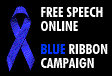
A EFF usa a fita azul como símbolo de sua campanha de defesa do direito à liberdade de expressão on-line.

## Suporte
A fundação recebe suporte dos seus membros de conselho John Buckman (Presidente Conselho), Pamela Samuelson (Vice-Presidente Conselho), John Perry Barlow, Lorrie Cranor, David J. Farber, Edward Felten, John Gilmore, Brewster Kahle, Joe Kraus e Brad Templeton. A organização usualmente recebe suporte adicional assistência pro bono do Prof. Eben Moglen.
Em 18 de Fevereiro 2004, a EFF anunciou que recebeu US$ 1,2 milhões do património de Leonard Zubkoff. E vai utilizar 1 milhão desse dinheiro para estabelecer o fundo EFF Endowment Fund for Digital Civil Liberties.
Em Abril de 2011 George Hotz deu US$ 10 000, o resto do seu fundo para defesa legal no seu caso contra Sony.
Charity Navigator deu ao EFF um cotação de três de quatro estrelas, e quatro para a sua eficiência financeira e capacidade.

## Atividades
A EFF regularmente entra com novos processos em todos os níveis do sistema judicial dos EUA, conforme os seus fins e objectivos.  Muitos dos casos mais significativos na área tecnológica envolvem a EFF incluindo os casos MGM Studios, Inc. v. Grokster, Ltd., Apple v. Does, entre outros.
Recentemente a EFF publicou comunicados contra a SOPA uma das polémicas leis antipirataria em discussão, que utiliza uma linguagem vaga que permite um operador de serviços de internet utiliza-la para confirmar potenciais infrações a certas leis.

## Software
A EFF desenvolve softwares para resolver questões de rastreamento e criptografia furtiva:
- Certbot
- HTTPS Everywhere
- Panopticlick
- Privacy Badger
- STARTTLS Everywhere

## Na literatura
A EFF foi tema no livro de Dan Brown a Fortaleza Digital. O livro foi publicado em 1998, o mesmo ano que foi construído o primeiro decifrador EFF DES cracker.

## Publicações
- EFFector
- «Guia legal para blogueiros» (em inglês)